# Gol'čicha
La Gol'čicha (in russo Гольчиха?) è un fiume della Russia siberiana orientale, affluente di destra dell'Enisej. Scorre nel Tajmyrskij rajon del Territorio di Krasnojarsk.
La sorgente del fiume si trova nel gruppo dei laghi Tembarto sulle colline Mochovaja Lajda, della penisola del Tajmyr. Il fiume serpeggia attraverso la tundra ondulata, principalmente in direzione sud-ovest. Sfocia nell'Enisej a una distanza di 31 km dalla foce, circa 5 km a nord-ovest del villaggio di Voroncovo, formando due rami che girano intorno all'isoletta di Gol'čicha. Ha una lunghezza di 115 km e il suo bacino è di 1 050 km².